# جيمي غوردون (لاعب كرة قدم)
جيمي غوردون (بالإنجليزية: Jimmy Gordon)‏ (23 أكتوبر 1915 في المملكة المتحدة - 29 أغسطس 1996 بدربي في المملكة المتحدة) هو مدرب كرة قدم ولاعب كرة قدم بريطاني (وحمل سابقاً جنسية المملكة المتحدة لبريطانيا العظمى وأيرلندا) في مركز نصف الجناح. لعب مع نادي ميدلزبره ونيوكاسل يونايتد.